# Músiques Disperses
Músiques Disperses (MUD) és un festival musical que se celebra a la ciutat de Lleida amb caràcter anual des de l'any 2007 dedicat a la música folk-pop. És freqüent que els concerts es realitzin al Cafè del Teatre de l'Escorxador, tot i que l'Auditori Enric Granados o la Seu Vella també han estat escenari de la seva programació.
Anímic, Anni B Sweet, Depedro, El Petit de Cal Eril, Ocellot, Refree & Maria Rodés, Renaldo & Clara, Roger Mas, Ruper Ordorika, Sílvia Pérez Cruz, Sonido Gallo Negro, Xavier Baró o Pau Riba, són uns pocs dels artistes que han actuat al festival en alguna de les seves edicions.